# Suzanne (Ardennes)
Pour les articles homonymes, voir Suzanne.
Suzanne est une commune française, située dans le département des Ardennes en région Grand Est.

## Géographie
|           | Tourteron                     | La Sabotterie |
| Charbogne | Suzanne                       | Lametz        |
|           | Saint-Lambert-et-Mont-de-Jeux |               |

### Hydrographie
La commune est dans la région hydrographique « la Seine du confluent de l'Oise (inclus) à l'embouchure » au sein du bassin Seine-Normandie. Elle est drainée par le ruisseau de Saint-Lambert, le ruisseau de la Maimbriere et le ruisseau de Nabion,.
Le ruisseau de Saint-Lambert, d'une longueur de 21 km, prend sa source dans la commune de Baâlon et se jette  dans l'Aisne à Attigny, après avoir traversé neuf communes.

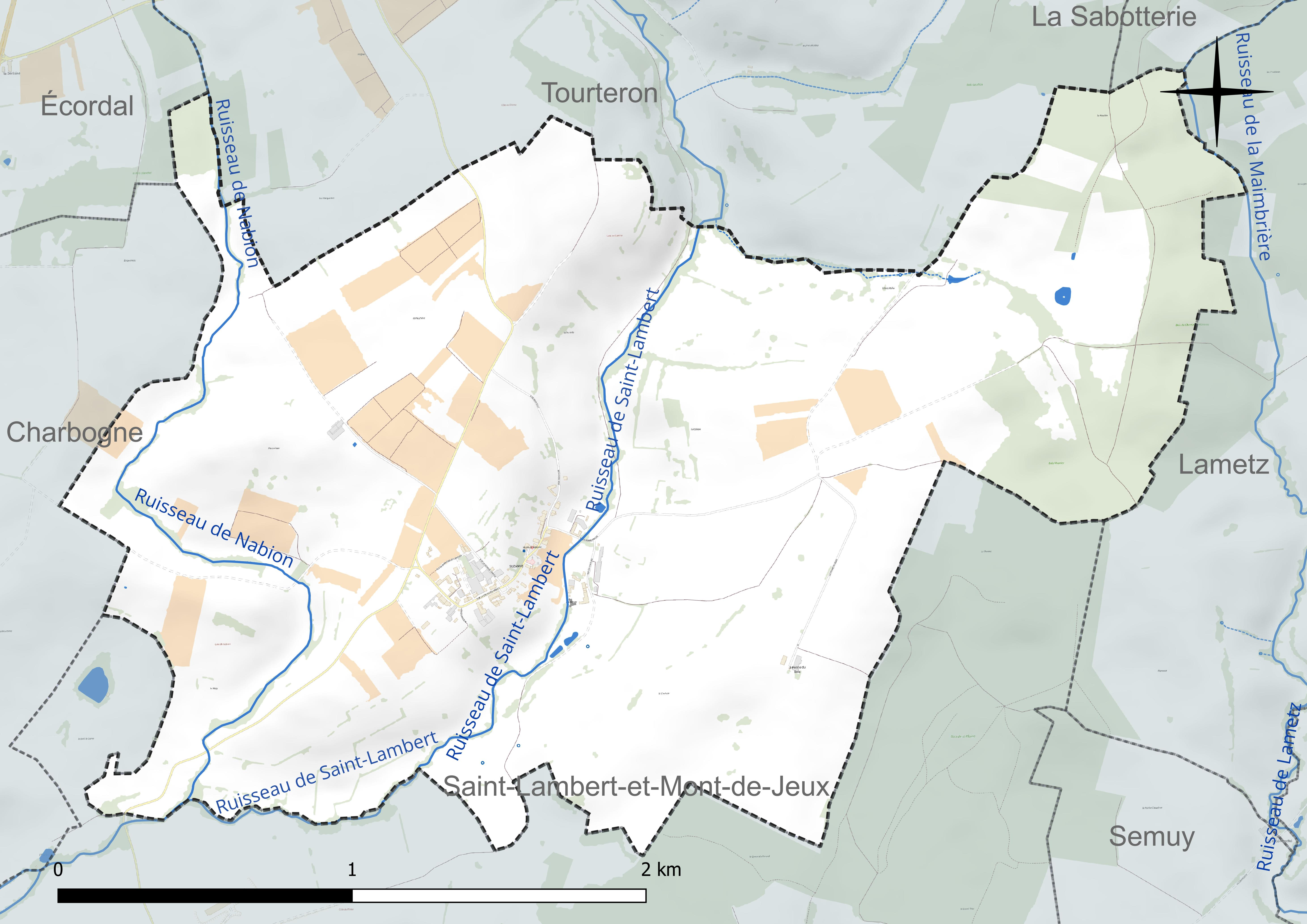
Réseau hydrographique de Suzanne.

### Climat
Pour des articles plus généraux, voir Climat du Grand Est et Climat des Ardennes.
En 2010, le climat de la commune est de type climat des marges montargnardes, selon une étude du Centre national de la recherche scientifique s'appuyant sur une série de données couvrant la période 1971-2000. En 2020, Météo-France publie une typologie des climats de la France métropolitaine dans laquelle la commune est exposée à un climat océanique altéré et est dans la région climatique  Nord-est du bassin Parisien, caractérisée par un ensoleillement médiocre, une pluviométrie moyenne régulièrement répartie au cours de l’année et un hiver froid (3 °C).
Pour la période 1971-2000, la température annuelle moyenne est de 10 °C, avec une amplitude thermique annuelle de 15,8 °C. Le cumul annuel moyen de précipitations est de 845 mm, avec 12,7 jours de précipitations en janvier et 9,2 jours en juillet. Pour la période 1991-2020, la température moyenne annuelle observée sur la station météorologique de Météo-France la plus proche, « Saulces-Champenoises », sur la commune de Saulces-Champenoises à 12 km à vol d'oiseau, est de 11,0 °C et le cumul annuel moyen de précipitations est de 691,6 mm. 
La température maximale relevée sur cette station est de 41,1 °C, atteinte le 25 juillet 2019 ; la température minimale est de −13,9 °C, atteinte le 7 février 2012,,.
Les paramètres climatiques de la commune ont été estimés pour le milieu du siècle (2041-2070) selon différents scénarios d'émission de gaz à effet de serre à partir des nouvelles projections climatiques de référence DRIAS-2020. Ils sont consultables sur un site dédié publié par Météo-France en novembre 2022.

## Urbanisme

### Typologie
Au 1er janvier 2024, Suzanne est catégorisée commune rurale à habitat très dispersé, selon la nouvelle grille communale de densité à 7 niveaux définie par l'Insee en 2022.
Elle est située hors unité urbaine et hors attraction des villes,.

### Occupation des sols
L'occupation des sols de la commune, telle qu'elle ressort de la base de données européenne d’occupation biophysique des sols Corine Land Cover (CLC), est marquée par l'importance des territoires agricoles (88,8 % en 2018), une proportion identique à celle de 1990 (88,8 %). La répartition détaillée en 2018 est la suivante : 
prairies (36,7 %), terres arables (33,7 %), zones agricoles hétérogènes (18,4 %), forêts (11,2 %). L'évolution de l’occupation des sols de la commune et de ses infrastructures peut être observée sur les différentes représentations cartographiques du territoire : la carte de Cassini (XVIIIe siècle), la carte d'état-major (1820-1866) et les cartes ou photos aériennes de l'IGN pour la période actuelle (1950 à aujourd'hui).

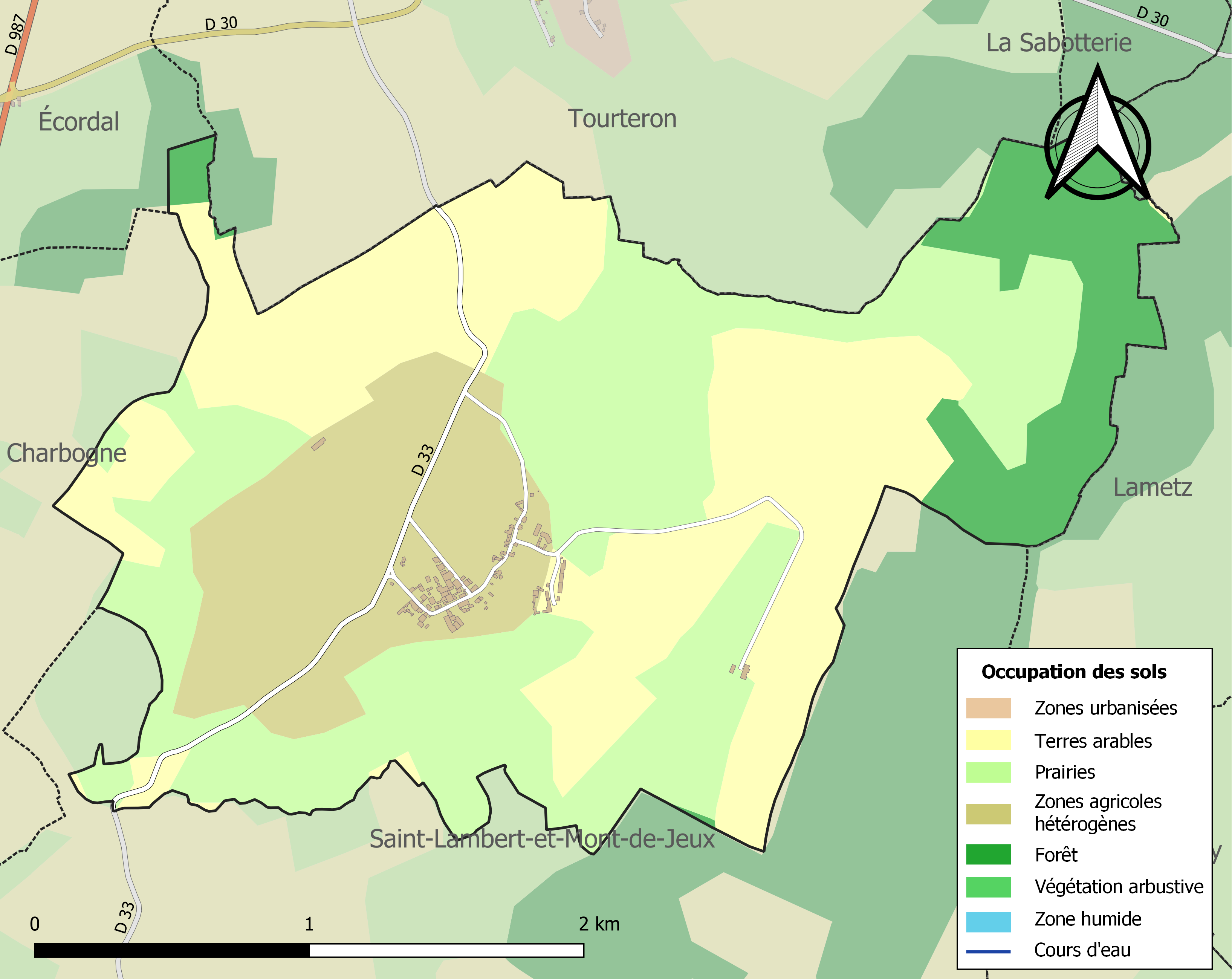
Carte des infrastructures et de l'occupation des sols de la commune en 2018 (CLC).

## Toponymie
Suzanne est issu du mot roman suzan qui veut dire « ancien », variante de l'ancien français suzain, « qui est au-dessus de ».

## Politique et administration
| Période                                  | Période                   | Identité                                           | Étiquette | Qualité     |
| ---------------------------------------- | ------------------------- | -------------------------------------------------- | --------- | ----------- |
| mars 2008                                | En cours (au 25 mai 2020) | M. Benoît Deletang, Réélu pour le mandat 2020-2026 |           | Agriculteur |
| mars 2001                                | mars 2008                 | Mme Denise Letinois                                | DVD       |             |
| Inconnue                                 |                           | M. Claude Délétang                                 |           |             |
| Les données manquantes sont à compléter. |                           |                                                    |           |             |
| 1879                                     |                           | Misset                                             |           |             |
| avant 1875                               | après 1876                | Prioux                                             |           |             |

## Démographie
L'évolution du nombre d'habitants est connue à travers les recensements de la population effectués dans la commune depuis 1793. Pour les communes de moins de 10 000 habitants, une enquête de recensement portant sur toute la population est réalisée tous les cinq ans, les populations de référence des années intermédiaires étant quant à elles estimées par interpolation ou extrapolation. Pour la commune, le premier recensement exhaustif entrant dans le cadre du nouveau dispositif a été réalisé en 2004.

En 2022, la commune comptait 56 habitants, en évolution de −15,15 % par rapport à 2016 (Ardennes : −2,97 %, France hors Mayotte : +2,11 %).
| 1793 | 1800 | 1806 | 1821 | 1831 | 1836 | 1841 | 1846 | 1851 |
| ---- | ---- | ---- | ---- | ---- | ---- | ---- | ---- | ---- |
| 440  | 438  | 426  | 373  | 391  | 392  | 370  | 357  | 360  |

| 1866 | 1872 | 1876 | 1881 | 1886 | 1891 | 1896 | 1901 | 1906 |
| ---- | ---- | ---- | ---- | ---- | ---- | ---- | ---- | ---- |
| 340  | 518  | 300  | 290  | 274  | 271  | 253  | 237  | 223  |

| 1911 | 1921 | 1926 | 1931 | 1936 | 1946 | 1954 | 1962 | 1968 |
| ---- | ---- | ---- | ---- | ---- | ---- | ---- | ---- | ---- |
| 207  | 176  | 166  | 154  | 145  | 118  | 134  | 112  | 113  |

| 1975 | 1982 | 1990 | 1999 | 2004 | 2006 | 2009 | 2014 | 2019 |
| ---- | ---- | ---- | ---- | ---- | ---- | ---- | ---- | ---- |
| 95   | 72   | 60   | 61   | 56   | 55   | 66   | 63   | 61   |

| 2022 | - | - | - | - | - | - | - | - |
| ---- | - | - | - | - | - | - | - | - |
| 56   | - | - | - | - | - | - | - | - |

## Culture locale et patrimoine

### Lieux et monuments
- Église Saint-Barthélémy.
- Château de Suzanne.

### Héraldique
| Blason de Suzanne | Blason  | Parti : au 1er de sable à trois annelets d'argent, au 2e d'or à l'arbre de sinople, à la divise ondée d'argent brochant en pointe. |
| Blason de Suzanne | Détails | Le statut officiel du blason reste à déterminer.                                                                                   |